# Faizganj
Faizganj es un pueblo y nagar Panchayat situado en el distrito de Badaun en el estado de Uttar Pradesh (India). Su población es de 12334 habitantes (2011). 

## Demografía
Según el  censo de 2001 la población de Faizganj era de 10036 habitantes, de los cuales el 54% eran hombres y el 46% eran mujeres. Faizganj tiene una tasa media de alfabetización del 34%, inferior a la media nacional del 59,5%: la alfabetización masculina es del 42%, y la alfabetización femenina del 24%.